# Straßkirchen

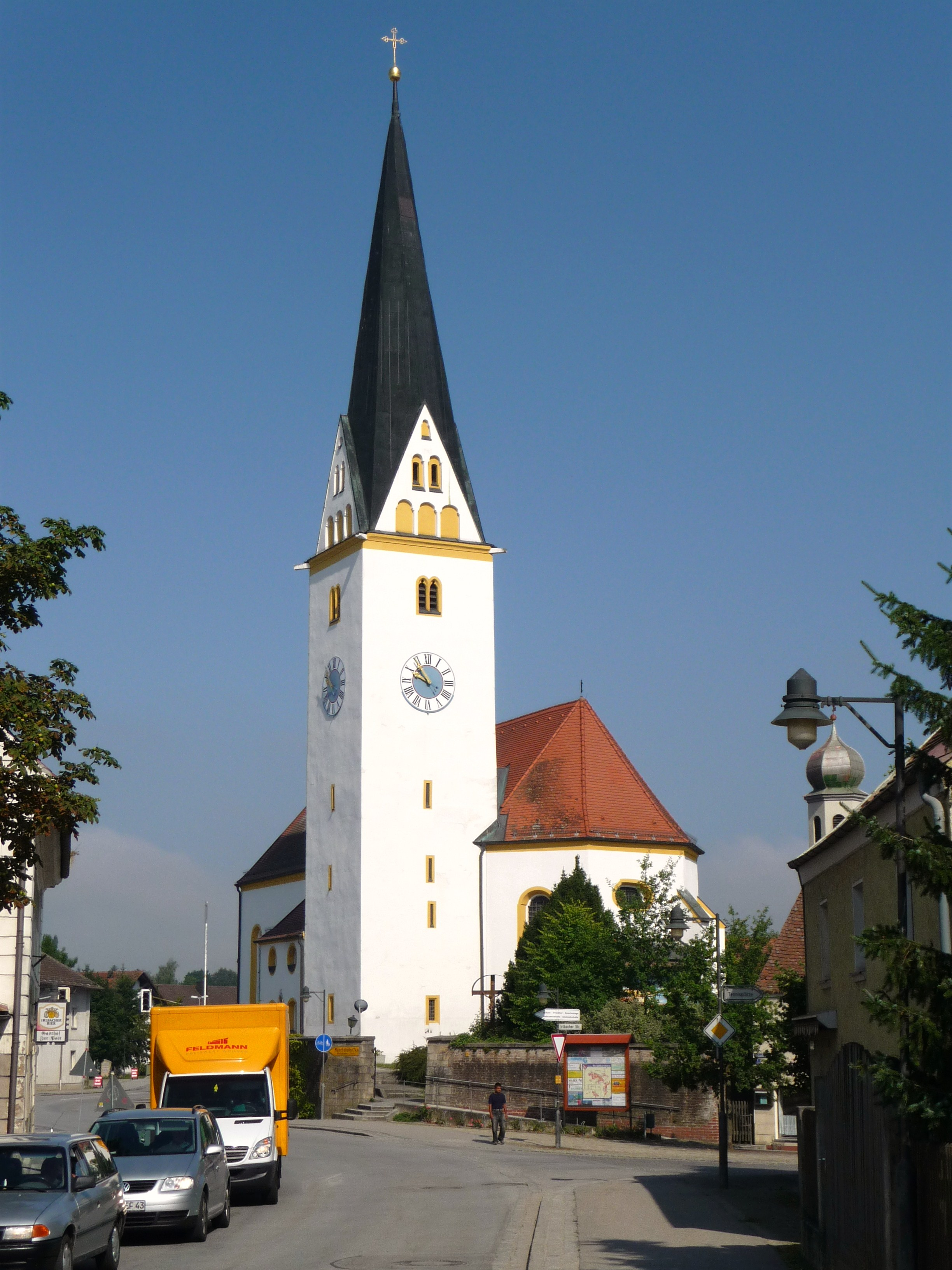
Die Pfarrkirche St. Stephanus

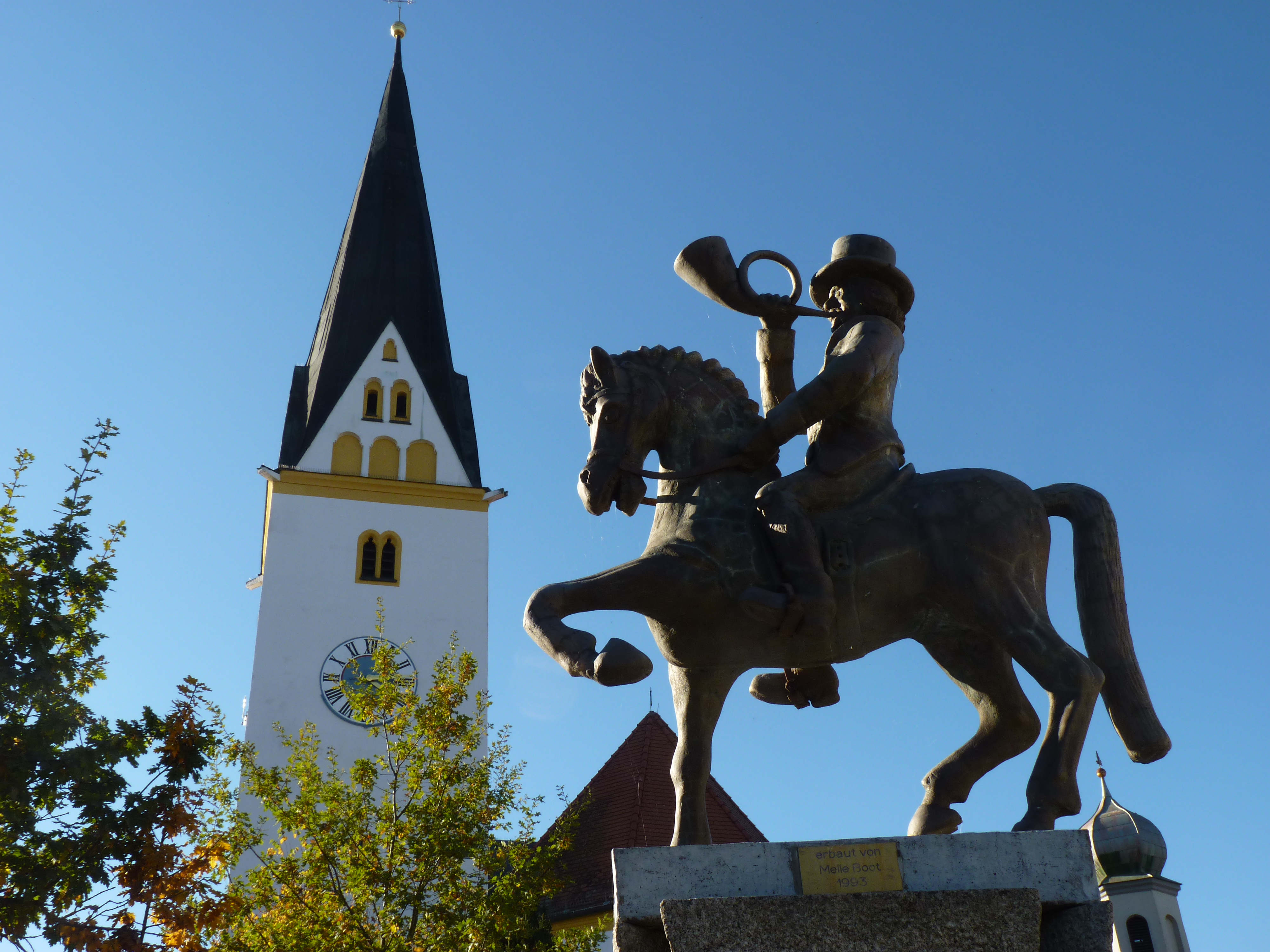
Dorfbrunnen mit Postillonskulptur von Kasimir Boot

Straßkirchen ist eine Gemeinde im niederbayerischen Landkreis Straubing-Bogen. Das gleichnamige Pfarrdorf ist Sitz der Gemeindeverwaltung und der Verwaltungsgemeinschaft Straßkirchen, dessen Mitglied die Gemeinde ist. Die Gemeinde erfährt seit Februar 2023 mediale Aufmerksamkeit durch den von BMW beabsichtigten Bau eines Werks für Antriebsbatterien.

## Geographie
Die Gemeinde liegt in der Region Donau-Wald und im Gäuboden. Die Donau fließt in einer Entfernung von circa drei Kilometern an Straßkirchen vorbei.

### Gemeindegliederung
Es gibt 15 Gemeindeteile (in Klammern ist der Siedlungstyp angegeben):
- Ackerhof (Einöde)
- Gänsdorf (Weiler)
- Haberkofen (Weiler)
- Haidhof (Einöde)
- Makofen (Weiler)
- Niederast (Weiler)
- Oedhof (Einöde)
- Paitzkofen (Kirchdorf)
- Putzenhofen
- Schambach (Pfarrdorf)
- Seehof (Einöde)
- Stetten (Dorf)
- Straßkirchen (Pfarrdorf)
- Thal (Weiler)
- Tiefenbrunn (Einöde)

Es gibt die Gemarkungen Grafling, Paitzkofen, Schambach und Straßkirchen.

## Geschichte

### Bis zur Gemeindegründung
Die erste urkundliche Erwähnung des Ortes Straßkirchen erfolgte im Jahr 1140. Straßkirchen gehörte zum Rentamt Straubing und zum Landgericht Natternberg des Kurfürstentums Bayern. In Schambach, Paitzkofen und Stetten existierten Hofmarken. Im Zuge der Verwaltungsreformen in Bayern entstand mit dem Gemeindeedikt von 1818 die heutige Gemeinde.

### Gebietsänderungen
Am 1. April 1949 wurden aus Niederharthausen die Gemeindeteile Haberkofen, Niederast und Oedhof eingegliedert, was mit einem Flächenzuwachs von knapp 471 Hektar auf 1610,13 Hektar einherging.
Im Rahmen der Gebietsreform in Bayern wurden am 1. Mai 1978 die bis dahin selbständigen Gemeinden Irlbach, Paitzkofen (amtlich bis 1870 Peitzkofen) und Schambach sowie Gebietsteile der aufgelösten Gemeinden Amselfing (Entau, Sophienhof) und Grafling (Gänsdorf, Seehof, Thal) eingegliedert. Nach einem Urteil des Bayerischen Verfassungsgerichtshofes im Jahre 1983 wurde Irlbach wieder eigenständige Gemeinde, in die auch Entau und Sophienhof ausgegliedert wurden.

### Einwohnerentwicklung
Im Zeitraum 1988 bis 2018 wuchs die Gemeinde von 2799 auf 3193 Einwohner bzw. um 14,1 %.
- 1939: 2150 Einwohner
- 1950: 3251 Einwohner
- 1961: 2935 Einwohner
- 1970: 2777 Einwohner
- 1987: 2725 Einwohner
- 1991: 2935 Einwohner
- 1995: 3162 Einwohner
- 2000: 3283 Einwohner
- 2005: 3346 Einwohner
- 2009: 3304 Einwohner
- 2010: 3278 Einwohner
- 2011: 3221 Einwohner
- 2012: 3162 Einwohner
- 2013: 3150 Einwohner
- 2014: 3126 Einwohner
- 2015: 3170 Einwohner
- 2016: 3180 Einwohner
- 2021: 3345 Einwohner

(Quelle: LfStat)

## Politik

### Bürgermeister
Erster Bürgermeister ist Christian Hirtreiter (CSU). Er wurde 2014 mit 56,6 % in der Stichwahl gegen den Amtsinhaber Eduard Grotz (SPD) gewählt und 2020 gegen einen Kandidaten der FW wiedergewählt.

### Gemeinderat
Nach der Kommunalwahl 2020 hat der Gemeinderat 16 Mitglieder mit folgender Sitzverteilung:
- CSU: 8 Sitze (2014: +1)
- SPD/UWG: 2 Sitze (2014: −3)
- Freie Wähler Straßkirchen (FW): 4 Sitze (2014: +2)
- Freie Wählervereinigung Schambach (FWV): 2 Sitze (2014: +0).

### Haushalt
Der Haushaltsplan umfasste im Jahr 2013 ein Gesamtvolumen von 10,37 Mio €, wobei auf den Verwaltungshaushalt 4.904.468 € und auf den Vermögenshaushalt 5.465.340 € entfielen. Die Gewerbesteuereinnahmen betrugen 1.800.000 €. Die Pro-Kopf-Verschuldung lag bei 73 Euro und die Gesamtschulden bei 237.618 Euro. (Stand 12/2013)
Der Haushaltsplan im Jahr 2018 umfasste ein Gesamtvolumen von 11,56 Mio. €, wobei auf den Verwaltungshaushalt 6.769.875 € und auf den Vermögenshaushalt 4.788.619 € entflielen. Die Gewerbesteuereinnahmen betrugen 1.720.000 €. Die Pro-Kopf-Verschuldung lag bei 437 Euro und die Gesamtschulden bei 1.389.666 Euro (Stand 12/2018).

### Wappen
|                         | Blasonierung: „In Rot ein silberner Schrägbalken, überdeckt von einer silbernen Kirche mit Spitzturm.“ |
| Wappenführung seit 1977 | |

## Baudenkmäler
Wichtige Baudenkmäler in der Gemeinde sind Kirche und Gasthof am Kirchplatz im Hauptort Straßkirchen sowie Schloss Schambach.

## Infrastruktur und sonstiges

### Verkehr
Straßkirchen liegt direkt an der B 8 und verfügt außerdem über einen Bahnhof, von dem aus tagsüber stündlich Nahverkehrszüge der Agilis sowohl in Richtung Straubing/Regensburg als auch nach Plattling/Passau fahren.
Die Gemeinde gibt jedes Jahr über 200.000 Euro für die Straßenbeleuchtung und den Straßenunterhalt aus.
Orts- und Gemeindeverbindungsstraßen:
Die Ortsstraßen haben eine Länge von 23,466 km, davon ausgebaut 21,025 km. Die Gemeindeverbindungsstraßen sind 37,363 km lang, davon ausgebaut 20,992 km. Die Feldwege im Gemeindegebiet insgesamt messen 128,806 km, davon in Straßkirchen 51,076 km, Schambach 41,280 km und in den Gemeindeteilen Paitzkofen, Thal, Gänsdorf, Seehof, Tiefenbrunn, Makofen und Stetten 36,450 km.

### Bildung
Es gibt folgende Einrichtungen:
- zwei Kindergärten mit 125 Kindergartenplätzen und 114 Kindern: St. Martin, St. Elisabeth (Stand: 2011)
- Volksschule (Grund- und Mittelschule) mit 16 Lehrern und 274 Schülern (Stand: 2015/2016)[16][17]

## Persönlichkeiten
- Willie Huber (1958–2010), geboren in Straßkirchen, wanderte mit seinen Eltern nach Kanada aus, wo er mehrere Jahre in der höchsten Eishockeyliga, der National Hockey League, aktiv war und kanadischer Nationalspieler wurde.
- Christian Schmiedbauer (* 1976), aufgewachsen in Straßkirchen, wohnhaft in Augsburg, erreicht als Grafiker unter dem Pseudonym Landrömer mit seinen Comics „Kauboi und Kaktus“ eine breite Öffentlichkeit.
- Klaus Krinner (* 1938), Träger der Goldenen Bürgermedaille, Erfinder und Unternehmer.

## Ehrenbürger
- Josef Schlecht, Bürgermeister 1919–1923, verliehen am 22. März 1954[18][19]
- Johann Altschäffl, Bürgermeister 1945–1972
- Josef Schraml, Geistlicher Rat, verliehen am 22. Juni 1947
- Edmund Krumbacher, Zollinspektor, verliehen am 29. September 1950
- Klaus Krinner (* 1938), Unternehmer, verliehen im Dezember 2019[20]

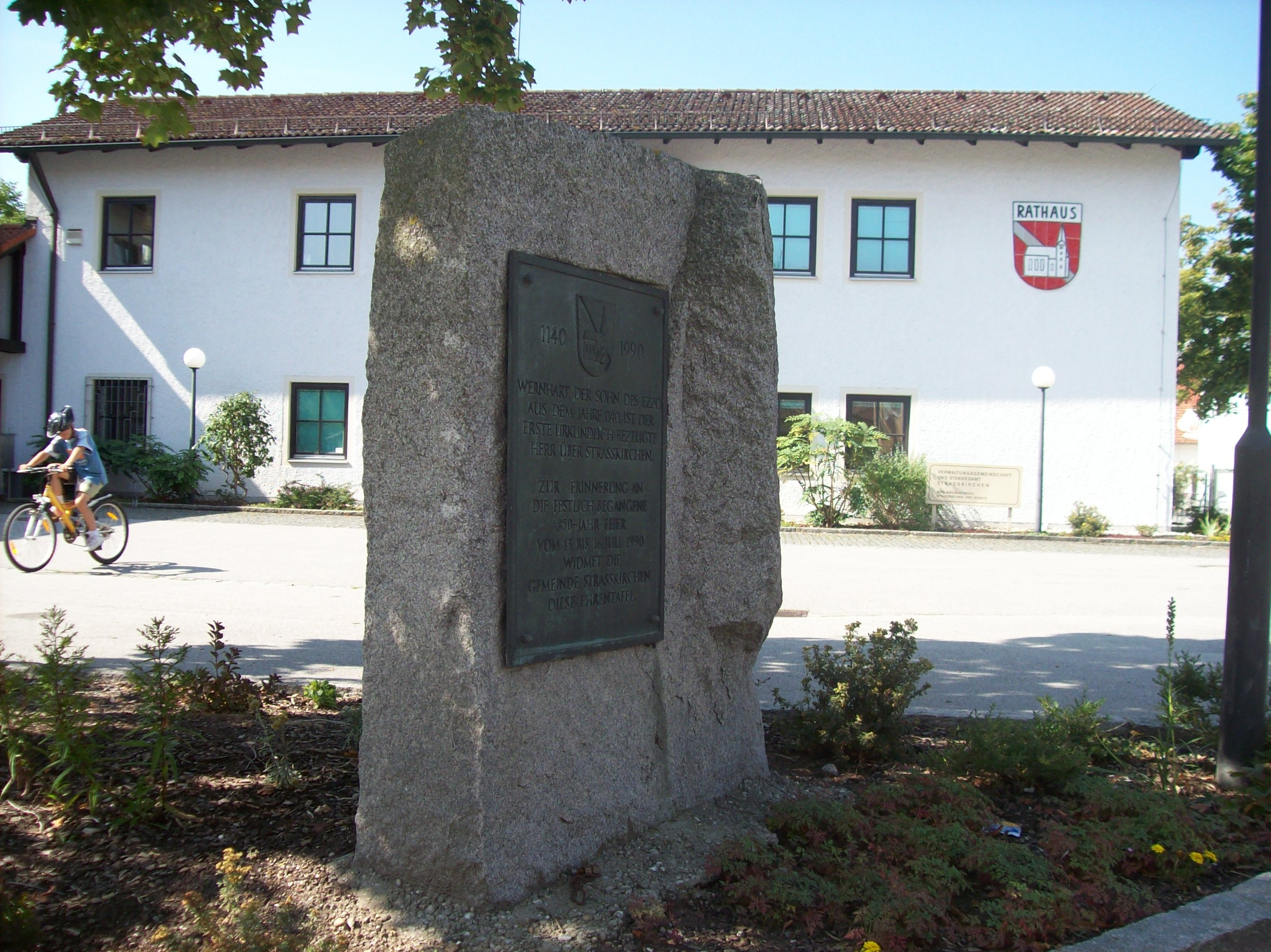
Straßkirchen: Rathaus mit Gedenkstein 1140–1990
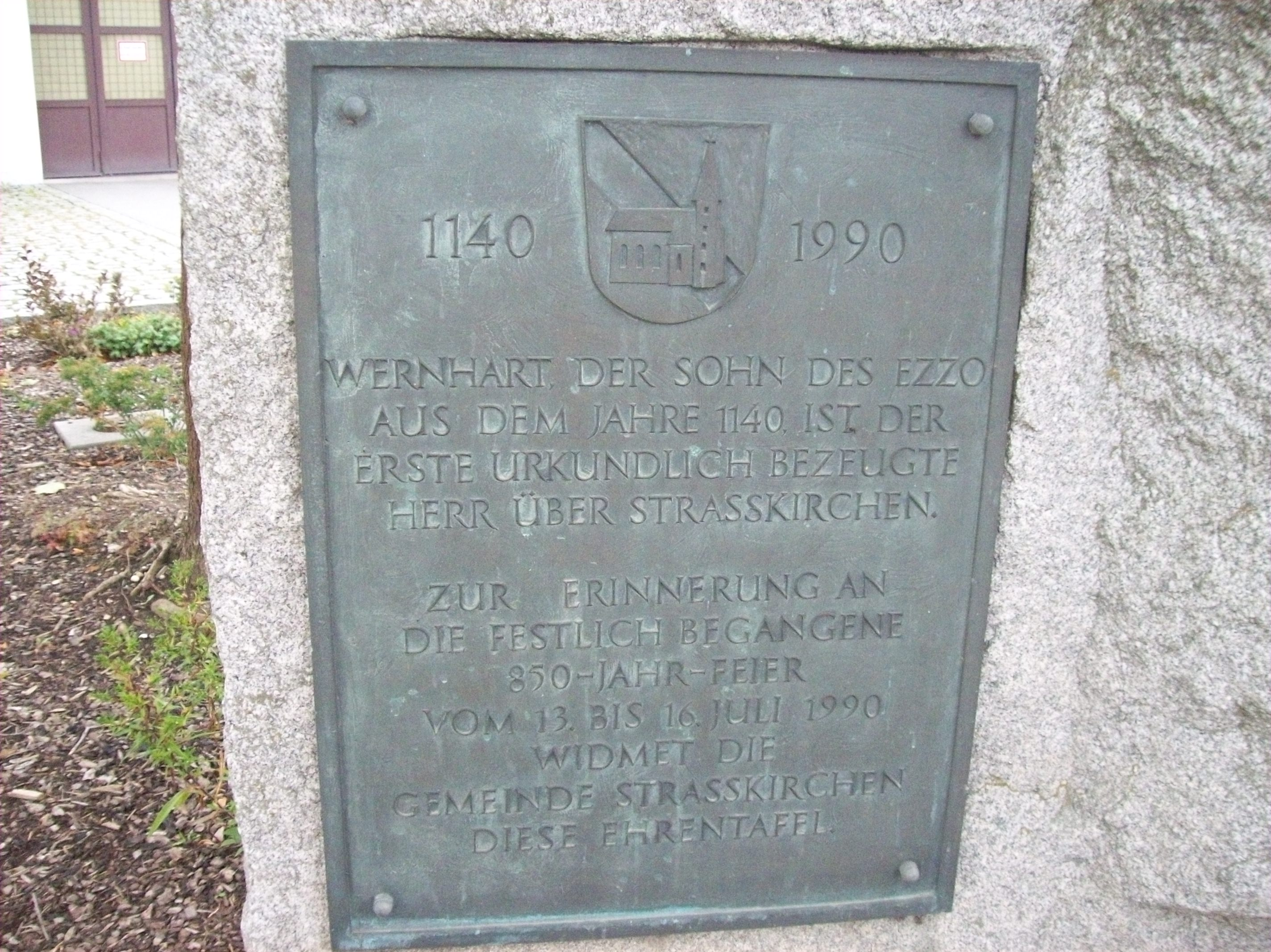
Straßkirchen: Gedenkstein für die erste urkundliche Erwähnung 1140
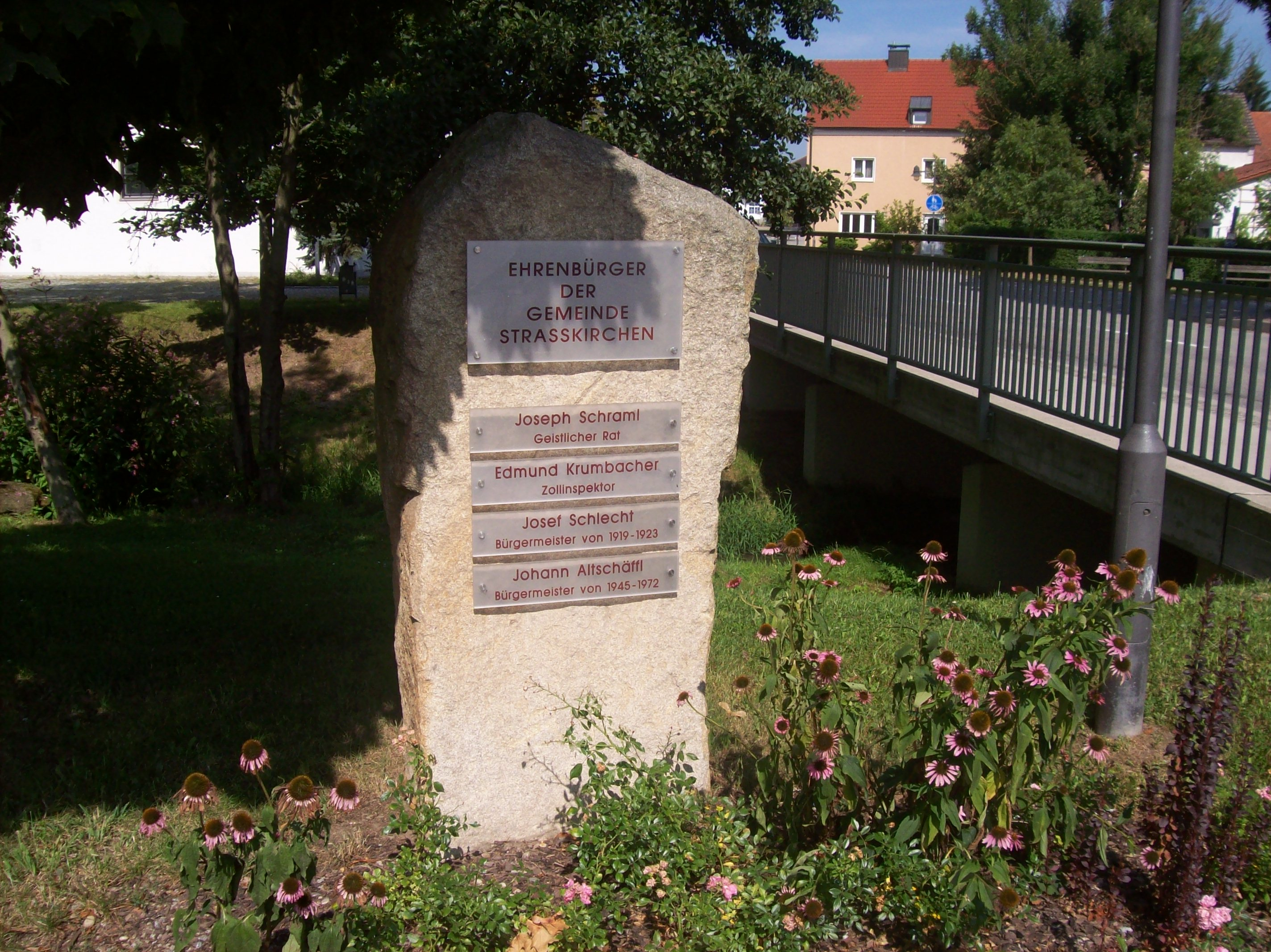
Straßkirchen: Gedenkstein für Ehrenbürger